# 광주 대우디오빌
대우디오빌(영어: DAEWOO The O'Ville)은 대한민국 광주광역시 서구 치평동에 위치한 오피스텔 단지이다.

## 같이 보기
- 광주광역시의 마천루 목록